# Донецьке обласне Товариство української мови імені Т. Г. Шевченка

Пам'ятник Шевченку Донецьк.

Дні пам'яті В.Стуса. 1.09.1990 р. м. Донецьк.

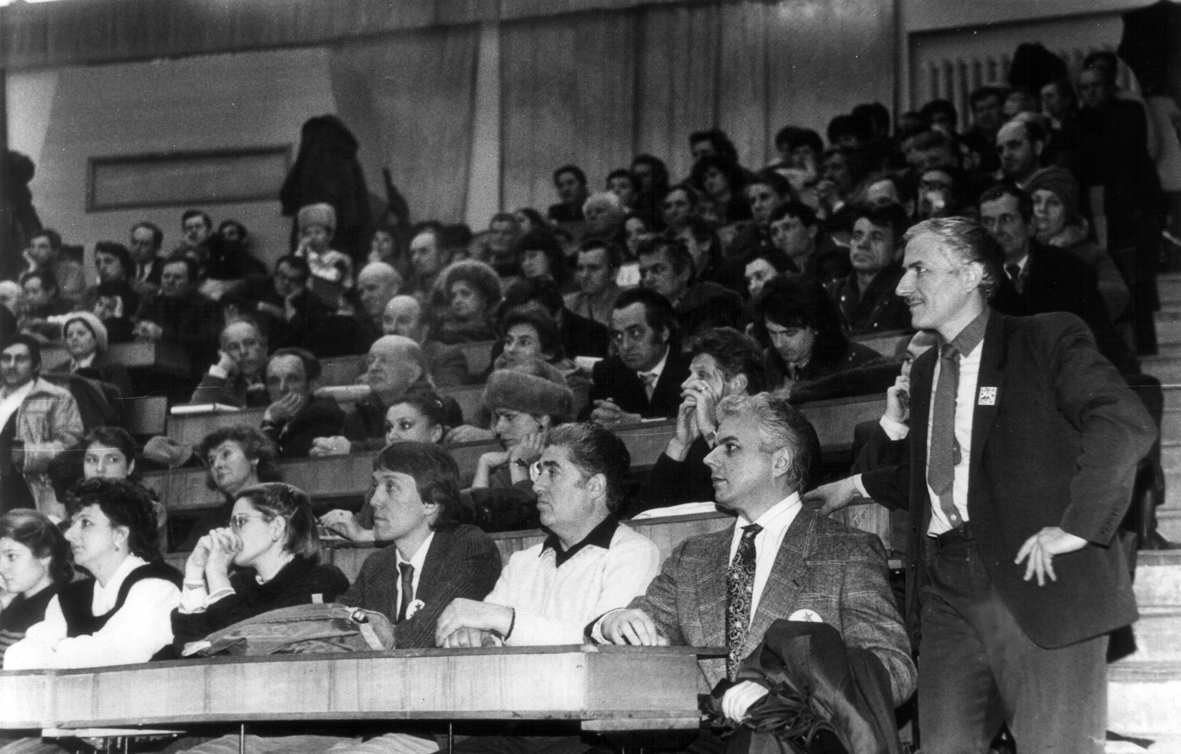
Лекційно-дискусійний клуб Донецького обласного Товариства української мови ім. Т. Г. Шевченка. 1991 р.

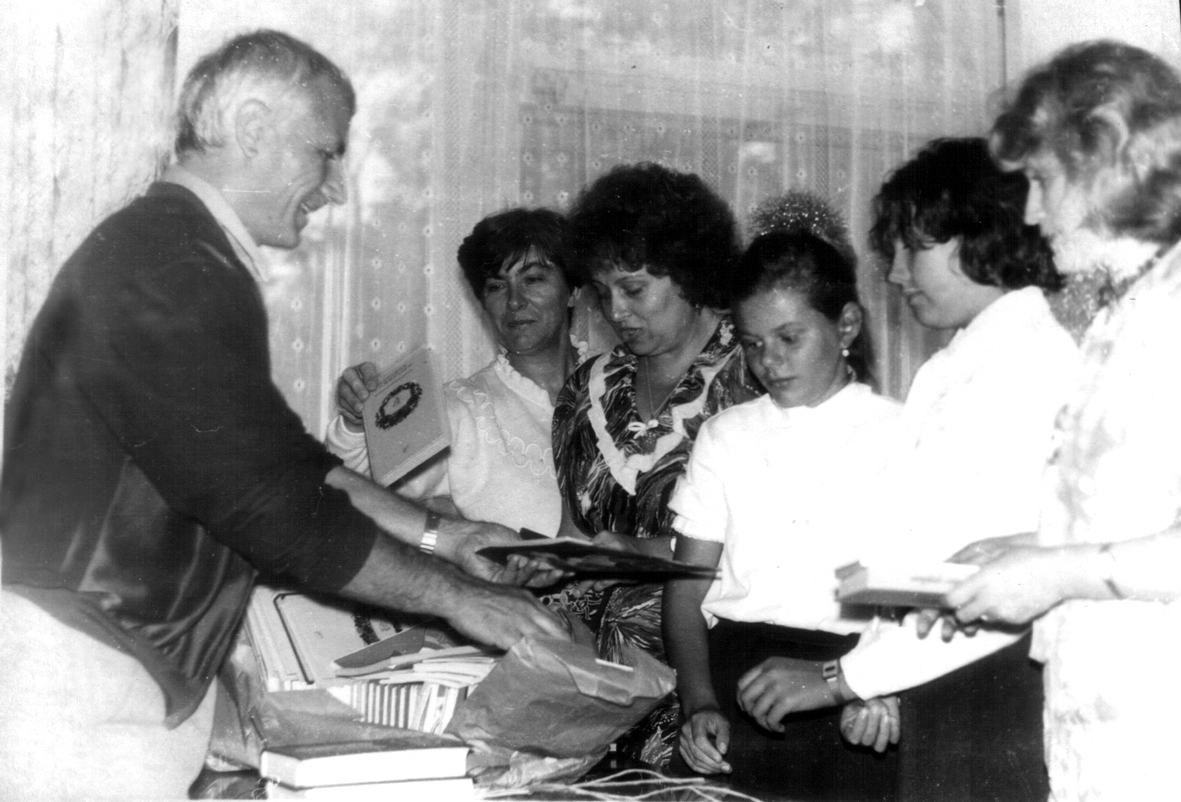
Акція «Книги — українським школам». Новоазовський район Донеччини. 1991 р.

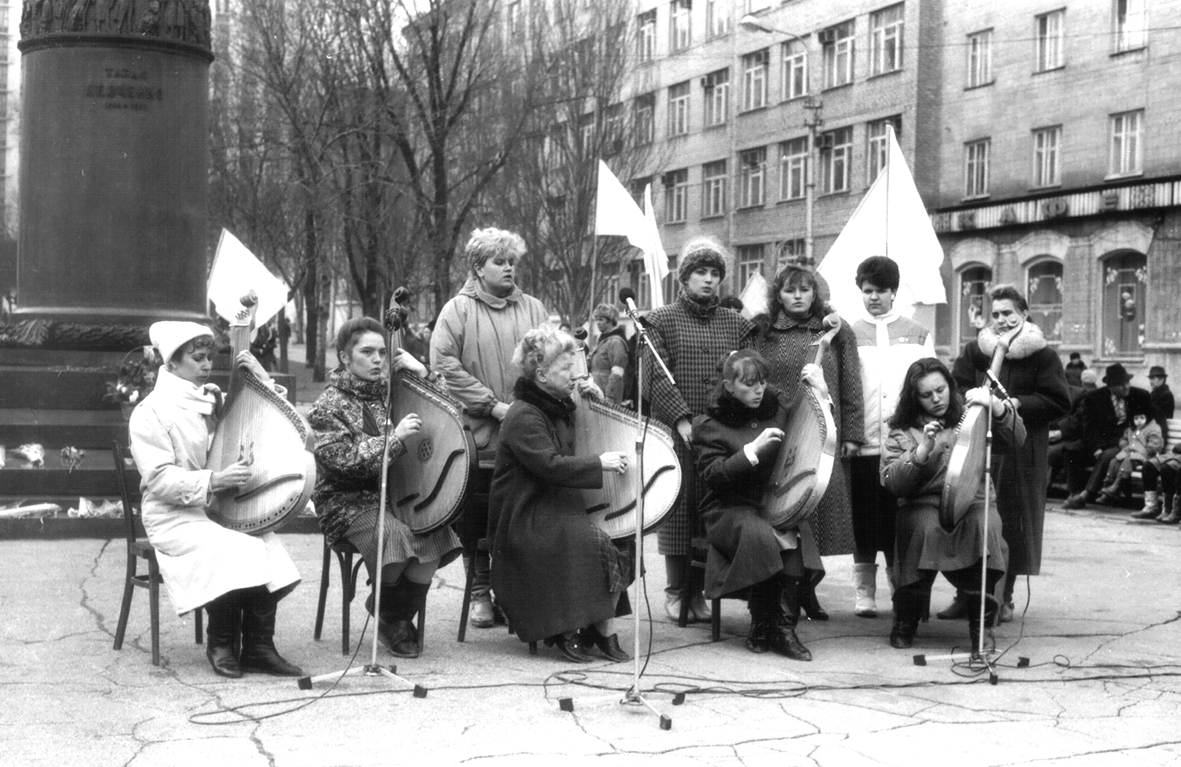
Виступи «шевченківців» на площах Донецька. 1990-і роки.

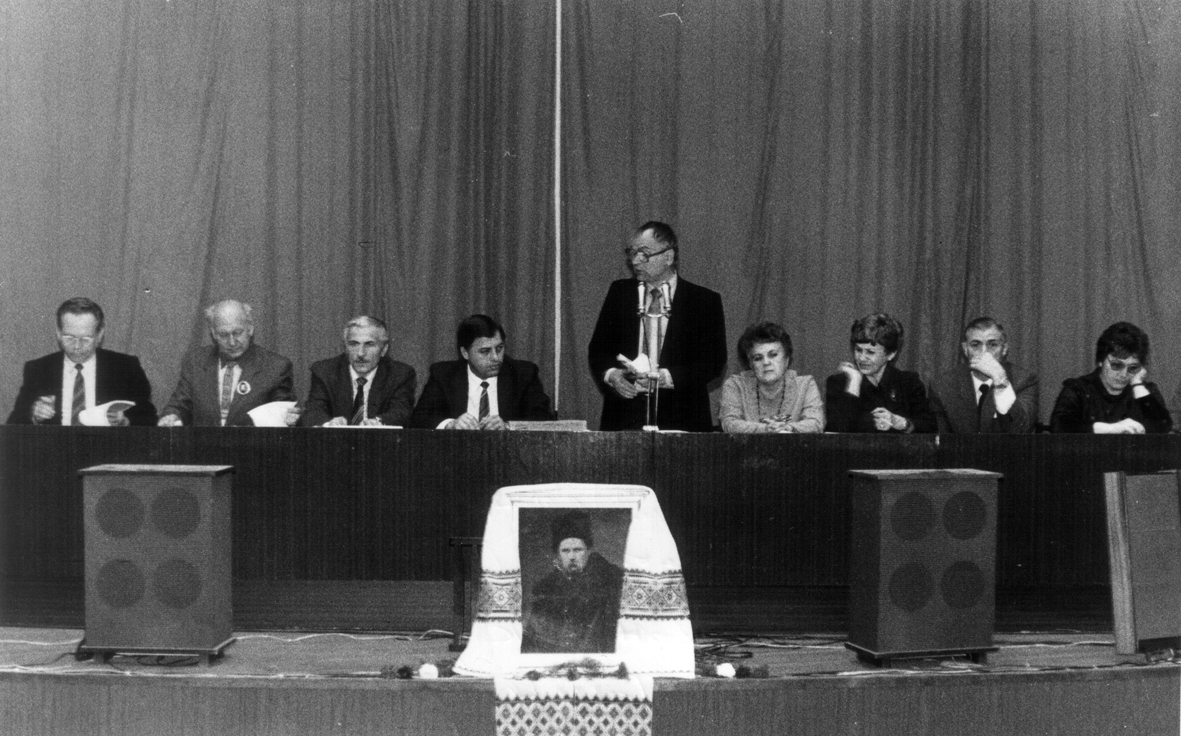
Головна Рада ТУМ. Донецьк. 28.10.1989 р. У президії:…; Юрій Огульчанський, Володимир Білецький, Петро Симоненко, Дмитро Павличко (виступає), Валентина Тиха, Галина Гордасевич, Анатолій Мокренко, Жанна Пашнова

Конференція «Українська мова в культурному просторі Східної України». Співорганізатор — ДонТУМ. 17 листопада 2010 р.

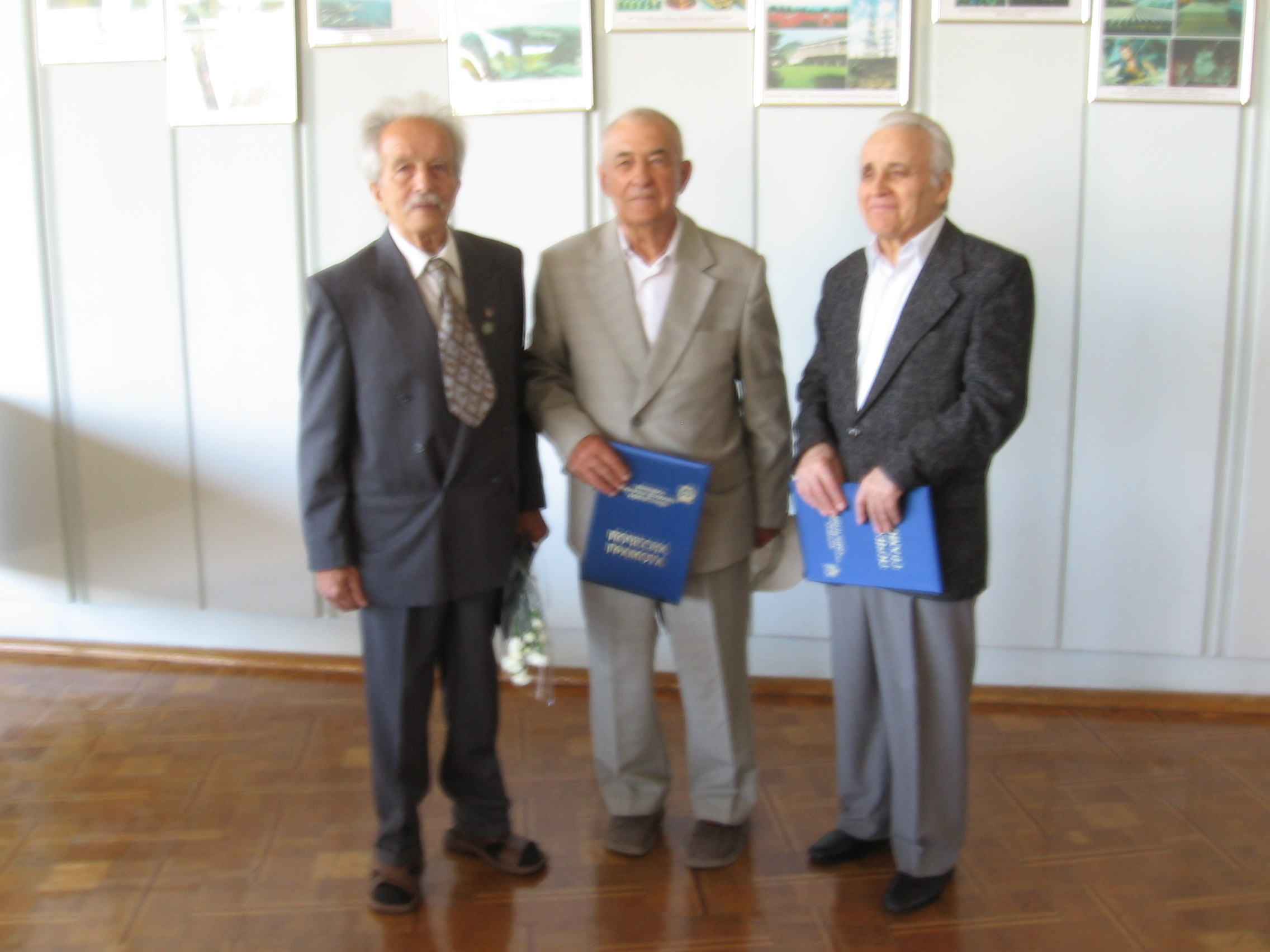
Члени Донецького обласного ТУМ Гомза Ярослав Юрійович, Пшеничний Павло Пилипович, Пірко Василь Олексійович, нагороджені грамотами Донецької обласної адміністрації. 2009 р.

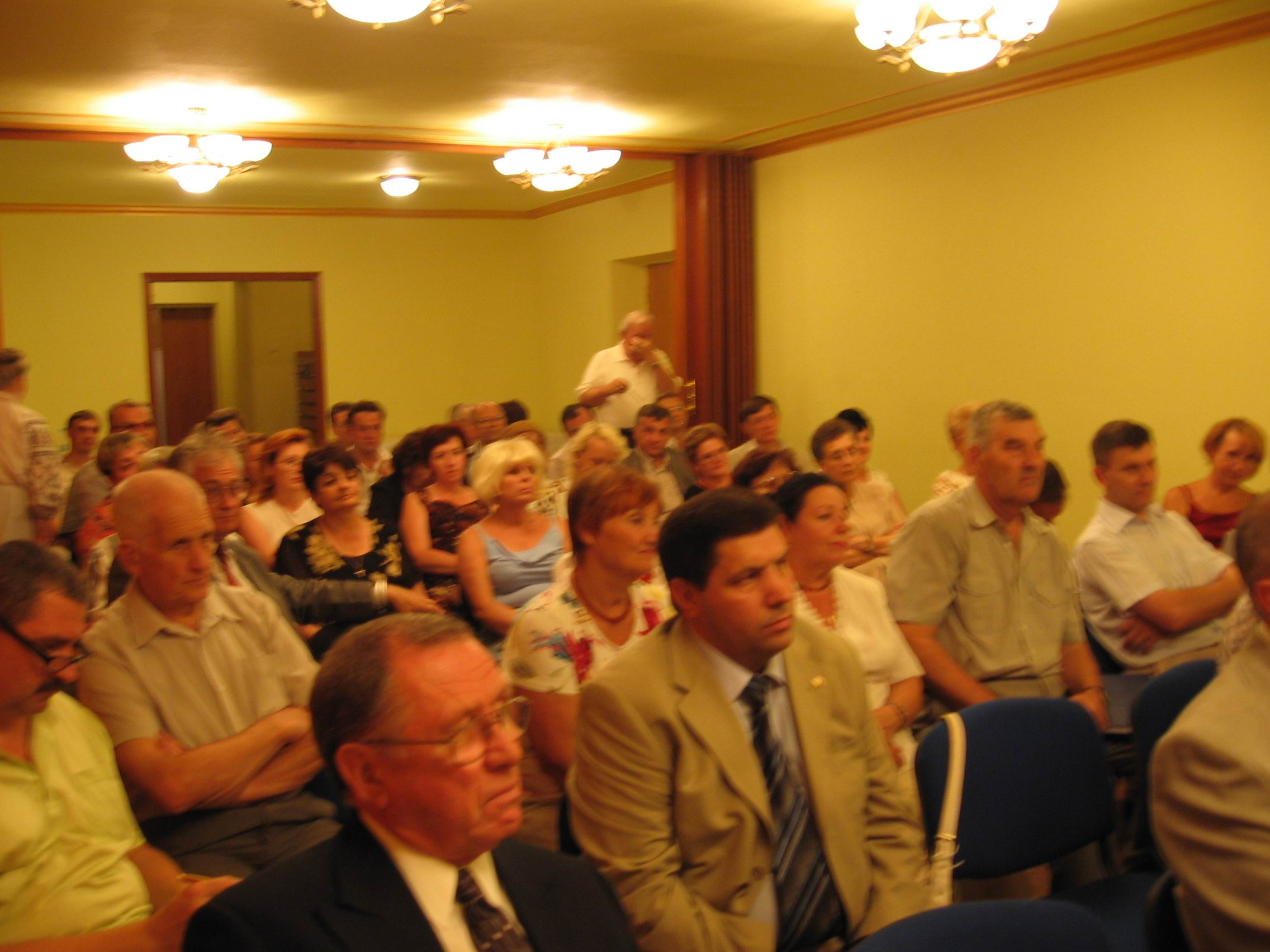
Активісти Донецького обласного ТУМ та «Просвіти» на зустрічі з керівництвом СКУ, Донецьк, готель «Київ», 2007 р. На першому плані — Віктор Педенко — генеральний секретар СКУ

Доне́цьке обласне́ Товари́ство украї́нської мо́ви ім. Т. Г. Шевче́нка (ДонТУМ) — перша масова громадсько-політична, а потім — громадська організація на Донеччині, яка виникла 14 січня 1989 року.

## З історії створення
Часом створення Донецького обласного Товариства української мови (ДТУМ) — першої масової громадської організації в Донецькому краї — можна вважати зиму-весну 1989 р. — 14 січня 1989 р. відбувся перший, а 22 квітня — другий етап Установчих зборів ДТУМ. Підготовча робота велася різними групами з 1988 р. — особливо активно у другому півріччі.
Донецьке Товариство зародилося й діяло у жорсткому протистоянні з компартійними структурами та силами проросійського спрямування. Водночас, ідея створення української громадсько-політичної організації, яка б ставила на меті відродження і розвиток української мови та культури, — як загального процесу державного відродження, — була панівною на той час у середовищі української інтелігенції. На Донеччині було декілька осередків, де ця ідея знаходила практичне впровадження — це, перш за все, Донецький університет, Донецька обласна філармонія, Донецька організація Спілки письменників України, Донецький інститут післядипломної освіти, ряд науково-дослідних інститутів (ВНДІВЕ, МакНДІ, ІНФОВ АН України, «Донавтоматгірмаш», Горлівське відділення Донецького вугільного НДІ, Донецький індустріальний педагогічний технікум інші), ряд шкіл Донеччини. Першими вугільними шахтами, на яких виникли осередки ДТУМ були ш. «Мушкетівська», ш. ім. О.Засядька, ш/у «Жовтневе», ш. «Південнодонбаська».
Створюючи Донецьке обласне ТУМ, його активісти мали постійні зв'язки з київськими, львівськими, луганськими, запорізькими та дніпропетровськими осередками. Прихильники Товариства були практично скрізь — у пресі, на радіо і телебаченні, на підприємствах Донеччини, серед освітян, науковців, творчої інтелігенції, навіть у владних органах краю.
Особливістю процесу утворення ДТУМ були різні позиції стосовно цієї організації чільних функціонерів Донецького обкому компартії, який жорстко виступав проти ДТУМ, і міському компартії, який займав більш м'яку позицію. Наразі це суттєво допомогло на перших етапах становлення Товариства. Основний аргумент влади — необхідність «інтернаціоналізації» Товариства вилився в штучно створене вже 21 січня 1989 р. альтернативне і підконтрольне їй Донецьке товариство рідної мови, яке, однак, виявилося нежиттєздатним.
Інституалізація ДТУМ відбулася шляхом реєстрації як місцевого об'єднання Головною Радою республіканського Товариства української мови вже 10 травня 1989 р. (реєстраційний № Ф-05-0086Д). Реєстрація ж Статуту республіканського ТУМ, яке ДТУМ прийняло без змін і доповнень, відбулася 20 травня 1989 р. З цього часу ТУМ в Україні набуло юридичного статусу.
Перше публічне представлення ДТУМ як громадської організації відбулося 5 березня 1989 р. у палаці «Юність» м. Донецька на творчому вечорі поета Бориса Олійника. 9-10 березня ДТУМ організувало Шевченківські дні в Донецьку і області. У травні-червні відбулися перші засідання Донецького лекційно-дискусійного клубу ДТУМ (щотижня). У червні 1989 р. разом з Донецькою філармонією організовано І тур фестивалю «Червона рута» на Донеччині.
Влітку 1989 р. Донецьке Товариство прийняло еколого-просвітницький міжнародний похід «Дзвін-89», який у експедиційному алгоритму подорожував Україною. Цього ж року було організовано ряд масових зустрічей донеччан з провідниками «оксамитової революції» — В.Яворівським (серпень), Дмитром Павличком, А.Мокренком (жовтень). 1 вересня 1989 р. заходами ДТУМ у Донецьку відкрилася перша в індустріальних містах Донбасу недільна українська школа.

## Загальна характеристика ДонТУМ
Основна ідея і спрямованість діяльності — збереження, підвищення авторитету, розвиток і реальне розширення застосування української мови у всіх сферах життя суспільства. Розквіт діяльності організації припадає на 1991—1993 роки, коли вона була представлена на Донеччині понад 60 міськими, районними та сільськими осередками і нараховувала близько 3000 членів та активних симпатиків.
Періоди діяльності ДТУМ:
- 1. Утворення і становлення — 1988-1989 рр.
- 2. Максимальної активізації агітаційно-пропагандистської та просвітницької діяльності («оксамитова революція» — 1990-1991 рр.).
- 3. Професіоналізація ДТУМ. Виконання довготривалих програм і значимих проектів — 1992-1997 рр.
- 4. Представницька, експертна та дослідно-видавнича робота — з 1998 р.

Керівництво ДонТУМ:
- 14 січня 1989 р. — 1-й етап Установчої конференції. Обрано Оргкомітет Донецького обласного Товариства української мови у складі: А.Загнітко (голова оргкомітету), члени: Г.Гордасевич, В.Познанська, В.Білецький, І.Шутов, Ф.Олехнович, В.Оліфіренко, В.Тиха.
  - 21 січня 1989 р. — перше засідання Оргкомітету. Відставка А.Загнітка і обрання співголовами Оргкомітету В.Білецького, В.Тиху, І.Шутова.
  - 22 квітня 1989 р. — 2-й етап Установчої конференції. Обрано співголів Донецького обласного Товариства української мови: Володимир Білецький, Валентина Тиха, Ілля Шутов. Правління: В.Білецький, В.Тиха, І.Шутов, А.Чілінгарян, Ф.Олехнович, В.Оліфіренко, А.Загнітко, В.Ребрик, В.Познанська, В.Сардак.
- 9 вересня 1990 р. — ІІ Конференція ДонТУМ. Головою Донецького обласного Товариства української мови обрано Володимира Білецького. Відповідальним секретарем — Валентину Тиху. Координатором лекційно-дискусійного клубу Товариства — Віталія Журавля. Скарбничими — Марію Лавріву та Володимира Ребрика. Головою комітету по освіті — Федора Олехновича. Координаторами пресслужби — Світлану Єременко та Тетяну Петренко. Головою комітету з контролю виконання Закону про мови — Віру Познанську. Координатор контактної групи «ДонТУМ — Ради» Миколу Тищенка.

Основні акції ДТУМ:*
- боротьба за відкриття україномовних шкіл у промислових містах Донеччини (у 1989 р. їх не було), зокрема, першої української школи в Донецьку — СШ № 65, подальша багаторічна професійно-методична опіка розвитком шкіл з українською мовою викладання;
- щотижневий (четверговий) «Лекційно-дискусійний клуб» — своєрідний «Донецький Гайд-парк» (з 1989 по 1992 рр.);
- заснування і випуск обласної газети-тижневика «Східний часопис» (виходила у 1992-1997 рр.);
- багатопланова просвітницька і видавнича діяльність. Діяльність ДТУМ за період 1989-1998 рр. (10 років) описана у книзі «Ми йдемо!» (Донецьк, 1998, 224 с.).

Успіх роботи ДТУМ значною мірою пояснюється відкритістю організації для мас-медіа (Донецьке ТУМ співпрацювало з провідними журналістами регіону, зокрема Лісовенком М. М., Логачовим В. С., Зоцом І. О., Паком В. М., Тищенком С. Д., Доценком Ю. Т., Єременко С. Ф., Єременком А. В., Уздеміром Ю. Л., Чорною Св. та багатьма іншими), широкого загалу вчителів, науковців, викладачів ВНЗ і т. д.
Як перша масова громадська організація Донеччини, ДТУМ включав у себе і був благодатним середовищем для утворення ряду інших громадських організацій — жіночих, дитячих, наукових, за інтересами, а також громадсько-політичних рухів. Згодом, з утворенням (виокремленням) цих організацій, зокрема Всеукраїнського Товариства «Просвіта» частина осередків і регіональних функціонерів ДТУМ продовжили свою діяльність в рамках «Просвіти», Народного Руху України, жіночих організаціях, творчих спілках, Українському культурологічному центрі тощо.
Внаслідок згаданих закономірних процесів Донецьке обласне Товариство української мови ім. Т. Г. Шевченка (ДТУМ) перетерпіло ряд трансформацій, у 1998 році разом з ТУМ Київського національного університету імені Т. Шевченка виступило як співзасновник «Асоціації Товариств української мови» і сьогодні здійснює головним чином моніторинг та аналіз процесів відродження української мови і культури на Донеччині і Південно-Східній Україні загалом.
Станом на 2012 р. — голова Донецького обласного Товариства української мови ім. Т. Г. Шевченка — доктор технічних наук, професор Донецького національного технічного університету Білецький Володимир Стефанович, заступник голови — кандидат педагогічних наук, доцент Донецького національного університету Вадим Володимирович Оліфіренко. 
Донецьке обласне Товариство української мови входить до Асоціації товариств української мови.

## Головні дії та ініціативи ДонТУМ
- Серія акцій, результатом яких стали відкриття перших (в новий час) україномовних шкіл в містах Донеччини — Донецьку, Маріуполі, Горлівці та інш. (1989—1992 рр.). Першою була Донецька спеціалізована гуманітарна школа № 65.
- Постійний щотижневий «Лекційно-дискусійний клуб» (працював 3 роки від 1989 р. до 1992 р.)
- Участь у акції 500-ліття Запорозького козацтва (1990)
- Заснування щотижневої газети «Східний часопис» (виходила у 1992—1997 рр.)
- Ініціатива заснування «Українського культурологічного центру» в Донецьку — 1994 рік.
- Донецьке обласне Товариство української мови ім. Т. Г. Шевченка — учасник Ювілейної конференції 1998 р., присвяченої 10-річчу Товариства, наукової конференції «Мовні конфлікти і гармонізація суспільства» 2001 р.[2] та Круглого столу 2009 р. — на 20-річчя Товариства.[3], учасник і співорганізатор Конференції «Українська мова в культурному просторі Східної України». 17 листопада 2010 р., м. Донецьк.
- Хорова капела імені М.Леонтовича — ініціатива фахівців-професіоналів — диригента Донецького академічного театру опери i балету, президент Фонду iм. С.Прокоф'єва, члена Правління ДТУМ Василя Василенка i соліста Донецького театру опери i балету Володимира Масла.
- Телефільм “Духовні скарби Донеччини” — реалізований культурологічний та краєзнавчий проект 1995 року Донецького обласного Товариства української мови імені Т. Г. Шевченка.

- Тривала дослідницька та наукова і видавнича робота, моніторинг стану української мови та культури на Донбасі, організація конференцій з мовної тематики тощо (від 1989 р. до сьогодні).
- Видавнича діяльність. Зокрема, книга «Ми йдемо!» — нариси з історії Донецького обласного ТУМ, книга-посібник з літературного краєзнавства Криму «Чорноморська хвиля» професора О.Губаря з Сімферополя.